# Elizabeth Sprague Coolidge

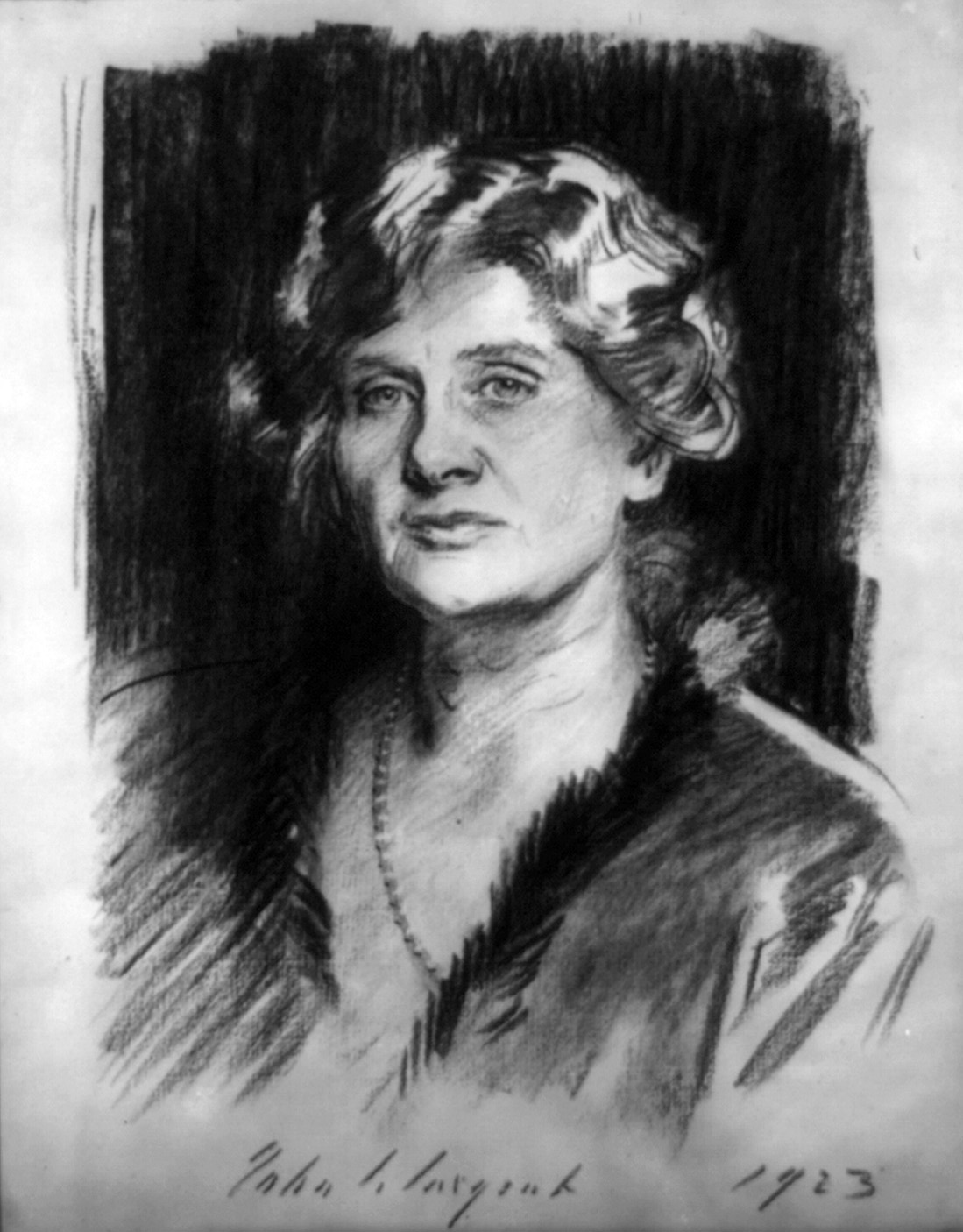
Elizabeth Sprague Coolidge von John Singer Sargent, 1923

Elizabeth Sprague Coolidge (* 30. Oktober 1864 in Chicago, Illinois als Elizabeth Penn Sprague; † 4. November 1953 in Cambridge, Massachusetts) war eine US-amerikanische Pianistin. Sie wurde aber in erster Linie als Musik-Mäzenin, insbesondere von Kammermusik, bekannt.

## Leben
Elizabeth Sprague Coolidges Vater war ein vermögender Großhändler in Chicago. Sie zeigte musikalische Begabung und studierte Klavier bei Regina Watson, die bei Carl Tausig in Deutschland studiert hatte. Elizabeth machte schnelle Fortschritte, so dass sie als Solistin mit dem Chicago Symphony Orchestra unter der Leitung von Theodore Thomas 1893 auf der Weltausstellung in Chicago mit dem Klavierkonzert von Robert Schumann auftrat. Danach studierte sie ernsthaft Komposition bei bedeutenden Lehrern wie Daniel Gregory Mason, Percy Goetschius, Arthur Whiting, Rubin Goldmark und Domingo Brescia. Dadurch erhielt sie ein enormes Wissen über Komponisten, dem alle Musiker später mit Respekt begegneten.
Am 12. November 1891 heiratete sie in der Second Presbyterian Church in Chicago den Arzt Frederic Shurtleff Coolidge aus Boston, der am Rush Medical College eine orthopädische Abteilung einrichtete. Im Jahr 1902 infizierte er sich bei einer Operation mit Syphilis und ging in eine Klinik zunächst nach Saranac Lake, New York zur Behandlung, wo er zwei Jahre blieb. Danach lebten sie bis 1913 in Pittsfield. Hier unterstützte er Dr. J. F. A. Adams bei der Gründung der Gesellschaft gegen Tuberkulose und dem House of Mercy Krankenhaus. Als die Syphilis zur zweiten und dritten Stufe fortschritt, musste er sich intensiven Behandlungen mit Brom und Arsen unterziehen. Er erlitt mehrere Schlaganfälle, die ihn teilweise lähmten und verfiel allmählich der Demenz. Die letzten zwei Jahre bis zu seinem Tod am 16. Mai 1915 verbrachten sie in New York. Elizabeth half ihr konzentriertes Klavierspielen über diese schwere Zeit.
Elizabeth blieb mit ihrem einzigen Kind Albert, geboren am 23. Januar 1894, zurück. Bald darauf (1915) verstarben auch ihre Eltern. Sie ererbte von diesen ein beträchtliches Vermögen und beschloss, es zur Förderung der Kammermusik einzusetzen. Diesem Vorhaben blieb sie bis zu ihrem Tod im Alter von fast 90 Jahren treu. Infolge des Berufs ihres Mannes unterstützte sie jedoch auch medizinische Einrichtungen.
Coolidges finanzielle Ressourcen waren keineswegs unbegrenzt, aber mit persönlichem Einsatz und Überzeugungskraft gelang es ihr, das Ansehen der Kammermusik in den Vereinigten Staaten beträchtlich zu heben, wo das Hauptinteresse der Komponisten zunächst auf der Orchestermusik gelegen hatte. Coolidges Hingabe an die Musik und Großzügigkeit gegenüber den Musikern beruhte auch auf eigener Erfahrung als ausübender Musikerin. Bis ins hohe Alter trat sie selbst als Pianistin und Begleiterin weltbekannter Solisten in Erscheinung.

1916 gründete Coolidge das Berkshire-Streichquartett und zwei Jahre später das Berkshire Music Festival bei Pittsfield in Massachusetts. Daraus erwuchs später das Berkshire Symphonic Festival in Tanglewood, das sie gleichfalls unterstützte. 1932 rief sie die Elizabeth Sprague Coolidge Medal für "herausragende Verdienste um die Kammermusik" ins Leben. Zu den Empfängern dieser Medaille gehörten beispielsweise Frank Bridge, Benjamin Britten und Roy Harris. Coolidge finanzierte auch die Sprague Memorial Hall an der Yale-Universität.

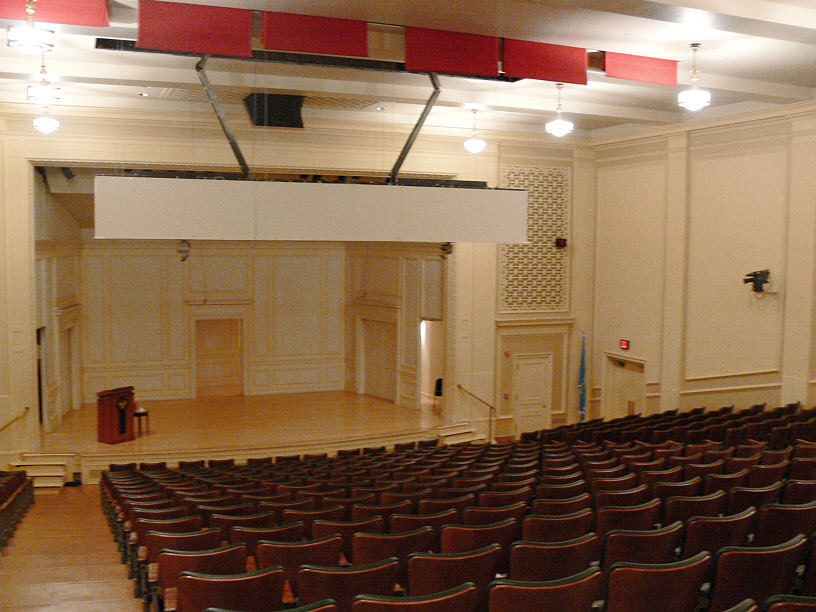
Coolidge Auditorium

Coolidges kostenintensivste Anstrengung war 1924/25 der Bau des speziell für Kammermusik vorgesehenen Coolidge Auditoriums in Zusammenarbeit mit der Library of Congress. Der Konzertsaal mit 500 Plätzen sollte ursprünglich 60.000 $ kosten; am Ende waren die vollständig von Coolidge übernommenen Baukosten noch höher. Gleichzeitig wurde die Coolidge Foundation gegründet, um in diesem Auditorium Konzerte zu organisieren und neue Kammermusikwerke bei europäischen und amerikanischen Komponisten in Auftrag zu geben; diese Aufgabe setzt die Stiftung bis heute fort.
Coolidge, die nicht nach persönlichem Ruhm strebte, war bekannt für ihre Förderung auch „schwieriger“ moderner Musik und begründete das mit den Worten: „Mein Plädoyer für moderne Musik besteht nicht darin, dass wir sie unbedingt lieben oder verstehen müssten. Allerdings sollten wir ihr als Belege bedeutender menschlicher Manifestationen wenigstens eine Plattform bieten“. Sie lehnte jedoch eine Unterstützung von Charles Ives, einem der progressivsten Komponisten seiner Zeit, ab. Obwohl selbst Amerikanerin, hatte sie keine nationalen Präferenzen, und die meisten ihrer Aufträge gingen an europäische Komponisten (was für einige, besonders nach deren Exodus aus Europa in der Zeit des Nationalsozialismus, existenzielle Bedeutung hatte). Sie betrieb auch keine einseitige Förderung weiblicher Komponisten. 1951 wurde sie in die American Academy of Arts and Sciences gewählt.
Die dauerhafteste Erinnerung an das musikalische Mäzenatentum von Elizabeth Sprague Coolidge bilden zweifellos die Werke, die sie bei nahezu allen führenden Komponisten des frühen 20. Jahrhunderts in Auftrag gab. Nachfolgend die heute wohl bekanntesten Kompositionen:
- Béla Bartók: 5. Streichquartett
- Benjamin Britten: 1. Streichquartett
- Aaron Copland: Appalachian Spring
- Francis Poulenc: Sonate für Flöte und Klavier
- Sergei Prokofjew: 1. Streichquartett
- Maurice Ravel: Chansons madécasses
- Arnold Schönberg: 3. Streichquartett, 4. Streichquartett
- Igor Strawinsky: Apollon musagète
- Anton Webern: Streichquartett

Die umfangreiche Reihe der Komponisten, die darüber hinaus von Coolidges Unterstützung profitieren konnten, umfasst auch Ernest Bloch, Alfredo Casella, George Enescu, Howard Hanson, Paul Hindemith, Arthur Honegger, László Lajtha, Bohuslav Martinů, Darius Milhaud, Ottorino Respighi, Rebecca Clarke und Albert Roussel.